# Nation dénée de Clearwater River
La Nation dénée de Clearwater River (en tchipewyan : Tı̨tëlase tué) est une Première Nation (au sens de « bande indienne ») tchipewyane, dont le territoire est situé dans la forêt boréale du nord de la Saskatchewan, au Canada. La Première Nation bénéficie de trois réserves indiennes, celles de Clearwater River 221, Clearwater River 222 et Clearwater River 223. Son siège est situé dans le village de Clearwater River, situé sur la rive est du lac La Loche, et inclus dans le territoire de Clearwater River 222, qui partage également sa frontière sud avec le village de La Loche.

## Histoire

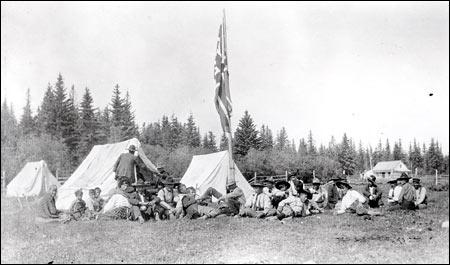
Membres recevant des paiements du Traité 8 à Portage La Loche (West La Loche). La résidence HBC est en arrière-plan (1911).

Whitefish Lake, maintenant appelé Garson Lake, constitue déjà un village déné établi de 50 personnes en 1880. Le 4 août 1899, les résidents se réunissent à Fort McMurray et choisissent Adam Boucher comme chef pour les représenter lors de la signature du Traité 8.
Les descendants de ce groupe de Garson Lake deviennent connus sous le nom de Portage La Loche Band (la « bande de Portage La Loche »). À la mission de La Loche en 1907, ces familles demandent que les paiements du traité leur soient versés à La Loche ou à Buffalo River afin qu'elles n'aient pas à se rendre jusqu'à Fort McMurray. Le 17 juillet 1911, ils reçoivent les paiements dus en vertu du traité à Portage La Loche (maintenant appelé West La Loche). En 1920, la bande de Portage La Loche (maintenant connue sous le nom de Nation dénée de Clearwater River) compte 66 membres.

### Cessions de terres
En 1970, trois parcelles de terre sont transférées à la bande de Portage La Loche, soit les réserves 221, 222 et 223. Pendant un certain temps, La Loche Landing (réserve 223) est développée en tant que village et en 1974, elle compte 70 habitants, même si la plupart des membres de la bande choisissent de vivre dans le village de La Loche. La bande comptait environ 280 membres vivant à La Loche et à La Loche Landing en 1975.

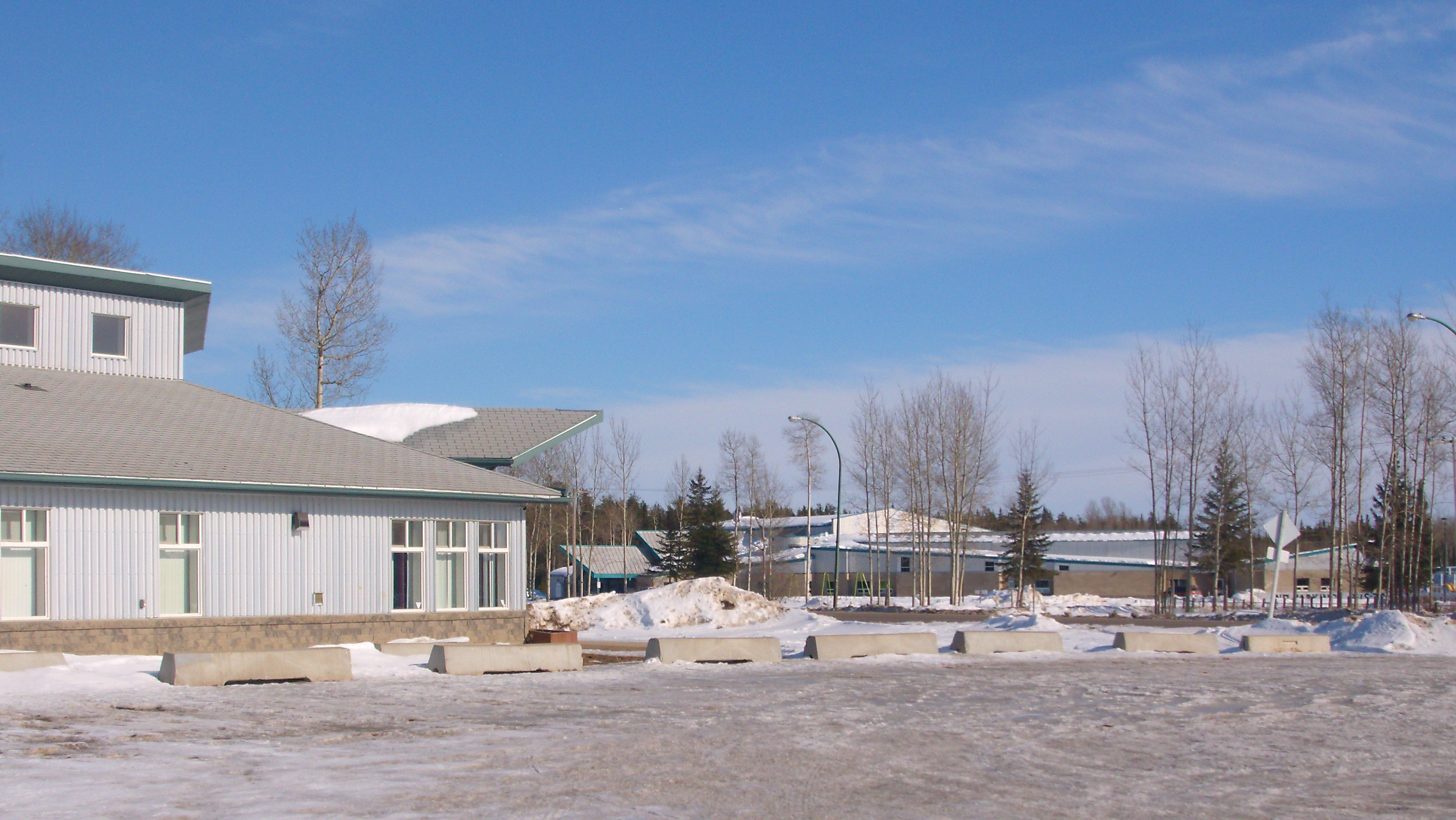
Bureau de bande de Clearwater River Dene Nation avec l'école en arrière-plan.

En 1979, la parcelle du secteur des lacs Palmbere et Linval (réserve 222) est échangée contre des terres bordant La Loche au nord. Cette zone également appelée réserve 222 abrite maintenant le village de Clearwater River. La troisième parcelle (réserve 221) se trouve sur la rive sud-ouest du lac La Loche. Il y avait quelques maisons dans les années 1970. En 1820, les postes de traite de la Compagnie de la Baie d'Hudson et de la Compagnie du Nord-Ouest sont situés dans ce secteur.

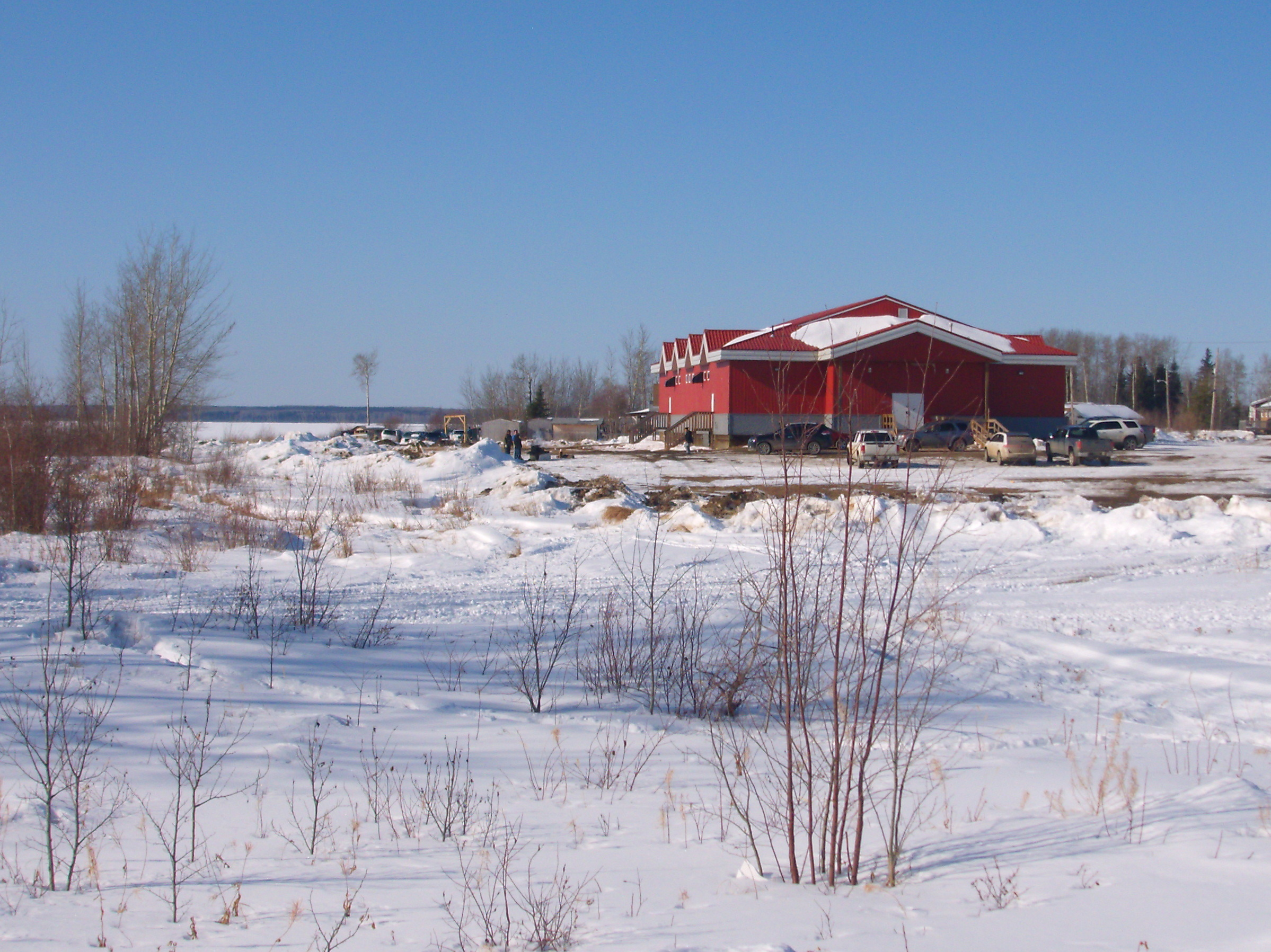
Salle communautaire du CRDN sur le lac La Loche.

Le village de Clearwater River se développe rapidement depuis 1979, année de sa création officielle. La population est passée de 301 en 1986 à 778 en 2011. Une partie de cette augmentation provient de membres vivant à La Loche qui ont déménagé à Clearwater River à mesure que des logements devenaient disponibles.

### Territoire
Trois réserves sont mises à la disposition de la Première Nation :
- Clearwater River 222, d'une superficie de 2 900 hectares (56°32′12″N 109°26′38″W / 56.53667°N 109.44389°W ), contient le village de Clearwater River[4].
- Clearwater River 221, d'une superficie de 5 741,4 hectares (56°20′31″N 109°32′42″W / 56.3419°N 109.5451°W ), est située sur la rive sud-ouest du lac La Loche et est inoccupée[5].
- Clearwater River 223, d'une superficie de 867 hectares (56°03′19″N 108°43′03″W / 56.0554°N 108.7176°W ), connue sous le nom de The Landing et est située 24 kilomètres au nord de Buffalo Narrows sur la route 155. The Landing compte 19 habitants en 2011 et s'étend au nord-est de la rive du lac Peter Pond jusqu'au lac Taylor et inclut une partie du lac Taylor[6].

## Démographie
Le tableau suivant présente l'évolution démographique de la Première Nation, tel qu'établi par Statistique Canada.

### Membres
En juin 2016, la Première Nation est composée d'un total de 2 040 membres inscrits dont 844 membres vivaient dans une réserve ou sur des terres de la Couronne et 1 196 membres vivaient hors réserve. Le CRDN est membre du Conseil tribal de Meadow Lake et de la Fédération des nations autochtones souveraines (anciennement la Fédération des nations indiennes de la Saskatchewan).

## Galerie
|  |  |